# Cryptocarya elliptica
Cryptocarya elliptica är en lagerväxtart som beskrevs av Schlechter. Cryptocarya elliptica ingår i släktet Cryptocarya och familjen lagerväxter. Inga underarter finns listade i Catalogue of Life.